# Primera expedició de Gallieni
La primera expedició de Gallieni a l'Alt Senegal es va desenvolupar entre 1879 i 1880.
Per explorar la zona que havia de recórrer el ferrocarril del Níger s'hi va enviar el capità Joseph Gallieni amb el tinent Valière com ajudant. El 21 de setembre de 1879 Gallieni va signar un tractat de protectorat amb els caps del regne de Logo i l'1 d'octubre un altre amb el regne de Natiaga. Els dos estats ja havien signat un tractat amb França el 1855 però la presència francesa des de llavors havia estat gairebé inexistent. La missió va arribar a Bafoulabé (12 d'octubre), on va trobar reunits els caps malinkes que es disposaven a assetjar la fortalesa tuculor d'Oualia. Gallieni va refusar intervenir en aquesta lluita, però va convocar als caps malinkes els quals van acceptar l'amistat francesa i el seu establiment al lloc, i alguns fins i tot van anar a Saint Louis a saludar el governador. Aquest va ordenar fundar un fort a Bafoulabé, a 130 km de Médine, a l'aiguabarreig dels rius Bakhoy i Bafing que formen el Senegal.
A Médine es va formar un destacament per anar a establir-se al fort, format per 50 tiradors i dues peces d'artilleria sota el comandament del tinent Marchi, a més de 110 treballadors i 40 auxiliars locals. El 10 de desembre de 1879 el destacament manat pel comandant Mousnier va sortir de Médine i va arribar a Bafoulabé onze dies després. En un indret favorable al marge esquerra del riu Bafing es van iniciar els treballs per construir el fort, la direcció dels quals va anar a càrrec de l'ajudant Andréi. El reducte provisional va quedar acabat el 30 de gener de 1880; mancava un fort a la riba dreta, que estaria unida al reducte per barca. Per assegurar les comunicacions amb Médine es va ordenar la construcció d'una carretera de terra que es va començar al mateix temps que el fort però va avançar més lentament tot i que hi treballaven 500 homes; a final de gener només havien avançat uns cinc quilòmetres. En canvi la línia de telègraf entre Bafoulabé i Médine es va fer amb rapidesa amb tres mil pals tallats, posats a lloc i enllaçats.